# ベルナップ (ミサイル巡洋艦)
| USS Belknap (CG-26) |                                                                                        |                                       |
| 艦歴                |                                                                                        |                                       |
| 発注                | 1961年5月16日                                                                          | 1961年5月16日                         |
| 起工                | 1962年2月5日                                                                           | 1962年2月5日                          |
| 進水                | 1963年7月20日                                                                          | 1963年7月20日                         |
| 就役                | 1964年11月7日                                                                          | 1964年11月7日                         |
| 退役                | 1995年2月15日                                                                          | 1995年2月15日                         |
| その後              |                                                                                        |                                       |
| 除籍                | 1995年12月15日                                                                         | 1995年12月15日                        |
| 性能諸元            |                                                                                        |                                       |
| 排水量              | 満載：8,957 トン                                                                       | 満載：8,957 トン                      |
| 全長                | 166.7 m                                                                                | 166.7 m                               |
| 全幅                | 16.7 m                                                                                 | 16.7 m                                |
| 吃水                | 8.7 m                                                                                  | 8.7 m                                 |
| 機関                | 蒸気タービン方式（85,000hp） 2軸推進                                                   | 蒸気タービン方式（85,000hp） 2軸推進  |
| 機関                | ボイラー×2＋タービン×1                                                                 | 2組                                   |
| 速力                | 最大: 34ノット                                                                         | 最大: 34ノット                        |
| 航続距離            | 20ノットで7,100海里                                                                    | 20ノットで7,100海里                   |
| 乗員                | 477名（士官27名、下士官兵450名）                                                       | 477名（士官27名、下士官兵450名）      |
| 兵装                | Mk.42 5インチ単装砲                                                                    | 1基                                   |
| 兵装                | Mk.33 3インチ連装砲 ※後日撤去                                                          | 2基                                   |
| 兵装                | Mk.15 20mmCIWS ※後日装備                                                               | 2基                                   |
| 兵装                | Mk.10 ミサイル連装発射機 • テリア SAM • スタンダードER SAM • アスロック SUM を発射可能 | 1基                                   |
| 兵装                | Mk.141 ミサイル4連装発射筒 （ハープーン SSM用） ※後日装備                              | 2基                                   |
| 兵装                | 533mm魚雷連装発射管 ※後日撤去                                                          | 2基                                   |
| 兵装                | Mk.32 3連装短魚雷発射管 ※後日装備                                                      | 2基                                   |
| 艦載機              | SH-3対潜ヘリコプター                                                                   | 1機                                   |
| C4I                 | NTDS (NTDS＋リンク 11 / 14) ※後日装備                                                  | NTDS (NTDS＋リンク 11 / 14) ※後日装備 |
| C4I                 | Mk 7 武器管制システム (WDS) ※後期建造艦ではMk 11、後にMk 14に換装                      |                                       |
| レーダー            | AN/SPS-48 3次元対空レーダー                                                            | AN/SPS-48 3次元対空レーダー           |
| レーダー            | AN/SPS-49 2次元対空レーダー                                                            |                                       |
| レーダー            | AN/SPS-10 対水上レーダー                                                               |                                       |
| ソナー              | AN/SQS-26 船首装備ソナー                                                               | AN/SQS-26 船首装備ソナー              |
| FCS                 | Mk 76 ミサイルFCS (SAM用)                                                              | 2基                                   |
| FCS                 | Mk 68 砲FCS (5インチ砲用)                                                              | 1基                                   |
| FCS                 | Mk 114 水中FCS                                                                         |                                       |
| 電子戦・ 対抗手段   | SLQ-32統合電子戦装置                                                                   | SLQ-32統合電子戦装置                  |
| 電子戦・ 対抗手段   | Mk 36 SRBOC チャフ・フレア展開装置                                                     |                                       |
| モットー            |                                                                                        |                                       |

ベルナップ(USS Belknap, DLG/CG-26)は、アメリカ海軍のミサイル巡洋艦。ベルナップ級ミサイル巡洋艦の1番艦。艦名はジョージ・ベルナップ海軍少将に因んで命名された。その名を持つ艦としては2隻目。
建造時はミサイルフリゲート(DLG-26)であり、1975年6月30日にミサイル巡洋艦に変更となった。メイン州のバス鉄工所で1962年2月5日起工。1963年7月20日進水。1964年11月7日就役。
1989年12月2日と3日に行われたマルタ会談では、米大統領ジョージ・H・W・ブッシュが宿泊している。
ベルナップは1995年2月15日に退役、除籍。その後、1998年9月24日に標的艦として沈没。

## 衝突事故

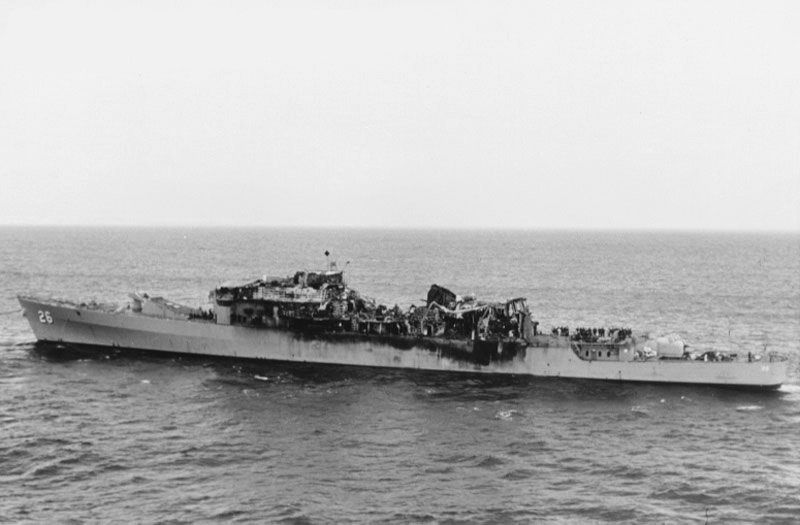
ジョン・F・ケネディと衝突後のベルナップ

1975年11月22日、ベルナップはシチリア沖において、空母ジョン・F・ケネディと衝突した。この事故で、ベルナップ側で7名、ケネディ側で1名が死亡し、さらにベルナップ側には火災が発生した。
この間、キラウエア級給兵艦「マウント・ベイカー」から到着した爆発物処理班によって、ベルナップの搭載弾薬は速やかに回収され、これによって轟沈という最悪の結果は回避されたが、火災によってベルナップの上部構造物はほぼ全損してしまった。このように火災の被害が大きかったのは、ベルナップの上部構造物がアルミニウム製で、その耐火能力に問題があり、梯子などが容易に融解して消火活動を阻んだためと分析された。
このことはアメリカ海軍の軍艦設計に大きな影響を与え、のちに建造されたアーレイバーク級ミサイル駆逐艦では、中等コンセプト艦として排水量とコストに制約が設けられていたにもかかわらず、マストなど一部を除いて上部構造物は全鋼製とする決定が下された。ベルナップは1976年1月30日から1980年5月10日までフィラデルフィア海軍工廠で修理を行った。